# Heterocarpus vicarius
Heterocarpus vicarius är en kräftdjursart som beskrevs av Fazon 1893. Heterocarpus vicarius ingår i släktet Heterocarpus och familjen Pandalidae. Inga underarter finns listade i Catalogue of Life.